# 大沙头

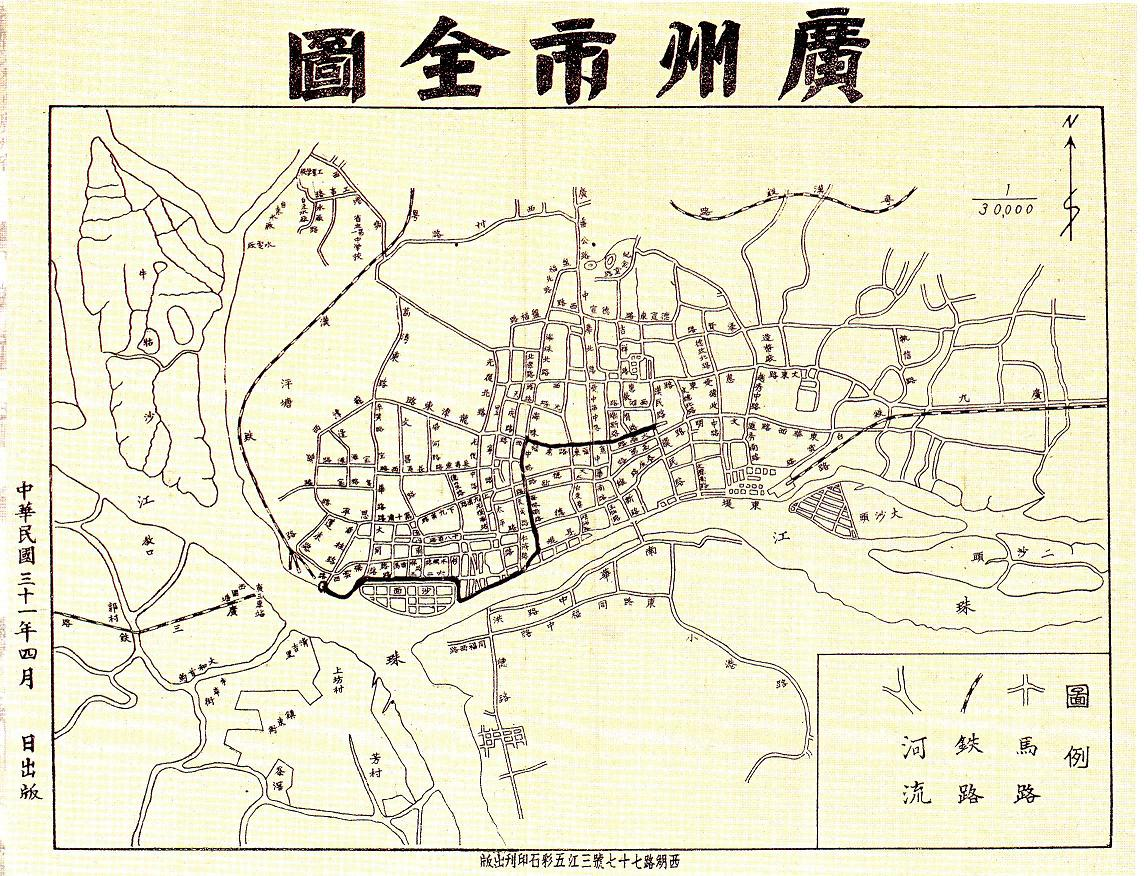
1942年“广州市全图”，当时广九鐵路「大沙頭站」与大沙头岛相对

大沙頭，是广州市一个已消失的江心小岛，位于广州市越秀区白云路以东、二沙岛西北面，原为珠江泥沙淤积形成的江心沙洲，因泥沙淤积和人工筑堤，已成為珠江北岸一部份，只餘下「二沙頭（即二沙島）」。

## 历史
大沙頭未成形前，著名的羊城三石（海印、海珠、浮丘）之一的海印石，就位於廣九大馬路以南附近。金光祖在康熙十三年（1674）所撰的《廣東通志》，描述海印石“兀立風濤之顛，自成一島”。可見這裡還是魚龍悲嘯，煙水蒼茫之處。明萬曆年間，石上有海印閣，清嘉慶時改建為京觀樓。同治時又改建成炮臺（稱東定炮臺或東水炮臺），是廣州城東的江防重地。清代時歸屬廣州府番禺縣水師提標後營管轄，附近有停泊鹽船數十艘。
後來由於珠江江岸南移，從東濠沖下來的泥沙在海印石周圍淤積，慢慢形成陸地。清光緒三十一年（1905），海印石與築橫沙終於連成一片，漸有民居，人稱“大沙頭”。光緒三十三年（1907）在東濠口架設鐵橋，把東堤與築橫沙連起。
1911年竣工的广九铁路华段终点站所在地位于此地，大沙头站直至20世纪70年代初都是广州市内规模最大的铁路客运站。1917年7月，孙中山領導的護法政府在今大沙头三马路、大沙头四马路一带兴建大沙头机场，用于飞行训练，后在机场附近建造广东航空学校、广东飞机制造厂。20世纪60年代在此兴建大沙头码头，一度成为广东省内河旅客转运的枢纽，2000年后改建为大沙头游船码头。

## 另見
- 大沙頭火車站
- 大沙頭機場
- 大沙头游船码头